# Laubgang (Krumbach)
Der Laubgang ist ein Spazierweg im Wald östlich von Krumbach in der Nähe des Krumbades.

## Lage
Der Laubgang befindet sich in dem Königsgehau genannten Waldstück auf dem Riedel zwischen den Tälern von Kammel und Haselbach östlich von Krumbach, nördlich des Krumbades. Der etwa ein Kilometer lange Weg beginnt im Westen am Waldrand in der Nähe der Attenhauser Straße und endet im Osten an einem von Süden nach Norden verlaufenden Forstweg, der so genannten Linie.

## Geschichte
Der Laubgang entstand infolge der Urvermessung von Bayern um das Jahr 1840. Um die Vermessung durchführen zu können, war es notwendig eine Schneise durch den Wald in West-östlicher Richtung anzulegen. Nach dem Ende der Vermessungsarbeiten wurde in dieser Schneise eine Allee aus Rotbuchen, Hainbuchen und Eichen gepflanzt. Dass die Bäume entlang des Laubgangs im Gegensatz zu allen anderen Wäldern um Krumbach nie forstwirtschaftlich genutzt wurden, hängt vermutlich damit zusammen, dass die Bäume von Krumbacher und Hürbener Bürgern gepflanzt wurden. Außerdem war dieses Waldgebiet bis 1902 Gemeindewald der selbständigen Gemeinde Hürben und noch bis heute gehört es zu den städtischen Wäldern der Stadt Krumbach.
Im Jahr 2008 wurde die Allee an beiden Enden bis zur Attenhauser Straße beziehungsweise bis zur Linie verlängert. Außerdem wurden in dem alten Teil die abgegangenen Alleebäume ersetzt. Bei dieser Sanierungsaktion des Laubgangs, die vom Heimatverein Krumbach, zusammen mit dem Bund Naturschutz, dem Staatlichen Forstamt und der Stadt Krumbach durchgeführt wurde, übernahmen mit Krumbach verbundene Sponsoren die Patenschaft für die neu gepflanzten Bäume.

## In der Nähe
Am westlichen Ende des Laubgangs befindet sich auf einem spornartigen steil zum Tal abfallenden  Geländerücken eine spätlatènezeitliche keltische Viereckschanze. Der Wall der quadratischen Anlage mit etwa 40 Metern Seitenlänge ist noch gut sichtbar.